# Curt Gowdy Media Award

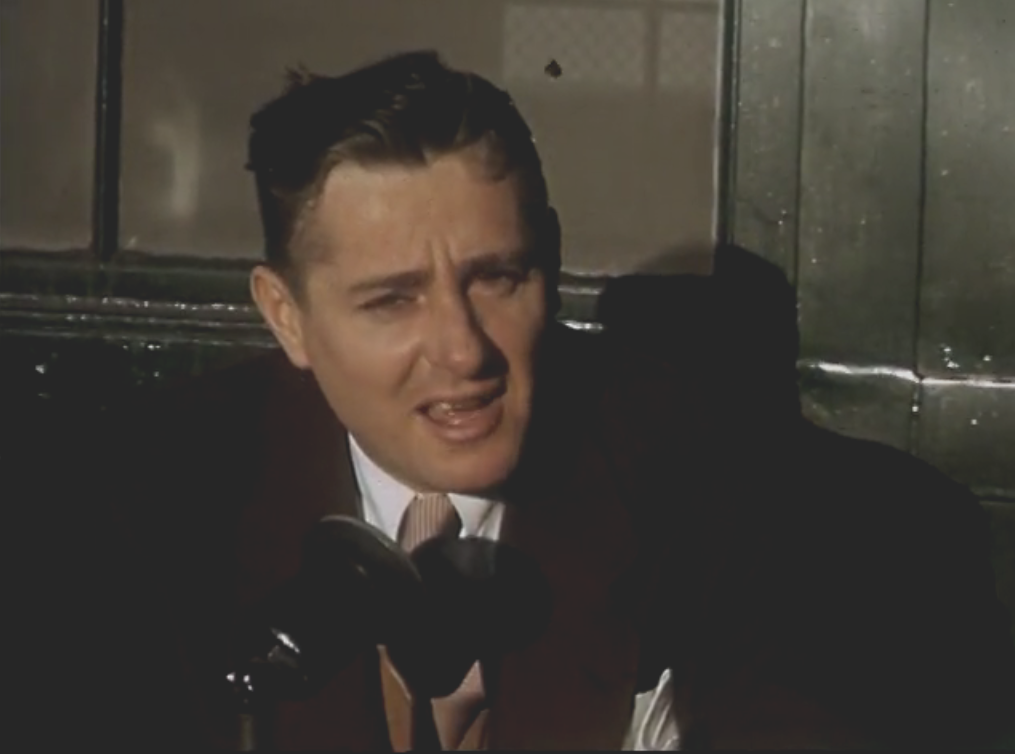
Curt Gowdy a inicios de los años 50.

El The Curt Gowdy Media Award es un premio anual otorgado por el Basketball Hall of Fame a los periodistas deportivos y locutores más destacados de baloncesto. El premio está nombrado en honor al comentarista deportivo Curt Gowdy, quien fue el presidente del Hall of Fame durante siete años.

## Ganadores

### Locutores
| - 1990 - Curt Gowdy - 1991 - Marty Glickman - 1992 - Chick Hearn - 1993 - Johnny Most - 1994 - Cawood Ledford - 1995 - Dick Enberg - 1996 - Billy Packer - 1997 - Marv Albert - 1998 - Dick Vitale - 1999 - Bob Costas - 2000 - Hubie Brown - 2001 - Dick Stockton - 2002 - Jim Nantz - 2003 - Rod Hundley - 2004 - Max Falkenstien - 2005 - Bill Campbell | - 2006 - Bill Raftery - 2007 - Al McCoy - 2008 - Bob Wolff - 2009 - Doug Collins - 2010 – Joe Tait - 2011 – Jim Durham - 2012 – Bill Schonely - 2013 – Eddie Doucette - 2014 – John Andariese - 2015 – Woody Durham - 2016 – Jay Bilas - 2017 – Craig Sager - 2018 – Doris Burke - 2019 – Ralph Lawler |

### Periodista
| - 1990 - Dick Herbert (Raleigh News & Observer) - 1991 - Dave Dorr (St. Louis Post-Dispatch) - 1992 - Sam Goldaper (New York Times) - 1993 - Leonard Lewin (New York Post) - 1994 - Leonard Koppett (New York Times y New York Post) - 1995 - Bob Hammel (The Herald-Times) - 1996 - Bob Hentzen (Topeka Capital-Journal) - 1997 - Bob Ryan (Boston Globe) - 1998 - Larry Donald (Basketball Times) y Dick Weiss (New York Daily News) - 1999 - Smith Barrier (Greensboro Daily News and Record) - 2000 - Dave Kindred (The Sporting News) - 2001 - Curry Kirkpatrick (ESPN The Magazine y Sports Illustrated) - 2002 - Jim O'Connell (Associated Press) - 2003 - Sid Hartman (Star Tribune) - 2004 - Phil Jasner (Philadelphia Daily News) | - 2005 - Jack McCallum (Sports Illustrated) - 2006 - Mark Heisler (Los Angeles Times) - 2007 - Malcolm Moran (USA Today y New York Times) - 2008 - David DuPree (USA Today) - 2009 - Peter Vecsey (New York Post) - 2010 – Jackie MacMullan (The Boston Globe) - 2011 – Alexander Wolff (Sports Illustrated) - 2012 – Sam Smith (Chicago Tribune) - 2013 – John Feinstein (The Washington Post and The Sporting News) - 2014 – Joe Gilmartin (Phoenix Gazette and The Sporting News) - 2015 – Rich Clarkson (The Topeka Capital-Journal and National Geographic) - 2016 – David Aldridge (The Philadelphia Inquirer and NBA.com) - 2017 – Harvey Araton (The New York Times) - 2018 – Andy Bernstein (NBA) - 2019 – Marc Stein (ESPN and The New York Times) |